# No. 4 Bomber Group
Die No. 4 Bomber Group war ein Luftkampfverband der britischen Royal Air Force. Die Einheit wurde erstmals während des Ersten Weltkrieges auf gestellt. Im Zweiten Weltkrieg war sie Einheit des Bomber Command der Royal Air Force. Die Einheit war auch am Flächenbombardement deutscher Städte (morale bombing) während des Zweiten Weltkriegs beteiligt. So an 1000 Bomberangriffen auf Köln und an der Bombardierung der Stadt Essen. Des Weiteren war die Einheit an den Luftangriffen auf Hannover, Magdeburg, Stuttgart, Münster, Osnabrück, Sterkrade, Wanne-Eickel und Bottrop beteiligt. Die Group wurde am 7. Mai 1945 als No. 4 Transport Group dem RAF Transport Command unterstellt.

## Commodores
Befehlshaber waren ab:
- 3. Juli 1939: Air Vice Marshal Arthur Coningham
- 26. Juli 1941: Air Vice Marshal Roderick Carr
- 12. Februar 1945: Air Vice Marshal John Whitley